# 川島河田町
川島河田町（かわしまこうだまち）は、岐阜県各務原市の地名。現行行政町名は川島河田町、及び川島河田町一丁目から川島河田町三丁目。

## 地理
各務原市の南西部の川島地区に位置する。
川島河田町と川島松原町は入り組んでおり、飛び地も多い。川島河田町はおおまかに3つに分かれており、東南部（川島竹早町の南、南派川沿い及び河川敷）、中央部（自治会名では東雁場、西光坊、南雁場、西雁場など）、西部（自治会名では山ノ瀬、三ツ矢など）に分かれる。おおまかには、東部が川島竹早町、西部が川島緑町、北部が川島松倉町、南部が川島松原町である。
前述の通り、川島松原町とは入り組んでいるため、古くから地域としては一体化しており、川島松原町と川島河田町を合わせて松河（しょうか）とも呼称する。
道路
- 県道180号松原芋島線
- 県道114号一宮各務原線
- 県道115号一宮川島線

### 小字
※明治後期から昭和初期に作成された「羽島郡川島村大字ごとの字地図」による
- 杭場
- 旭野
- 山神
- 西光坊
- 河田
- 三ツ屋　※川島松原町の三ツ屋と区別するため、三ツ矢とも称する。
- 永田
- 渡り東
- 出来野　※川島松原町にも出来野がある。
- 山ノ瀬
- 桃園
- 藤八野
- 甚七屋敷
- 河田島飛地

## 歴史
江戸時代は羽栗郡円城寺村の枝郷であり、尾張藩領であった。
1875年（明治8年）に円城寺村から分離独立、羽栗郡河田島村となる。1889年（明治22年）7月1日に松倉村、河田島村、笠田村、小網島村、松原島村の5ヶ村が合併し川島村が成立。大字河田島となる。
1956年（昭和31年）10月1日に町制施行により川島町となると同時に河田町に改称。1970年（昭和45年）11月6日には河田町の一部、松倉町の一部、小網町の一部をもって竹早町が成立。
1988年（昭和63年）から川島町松河西部土地区画整理組合、により行われていた、河田町の一部と松原町の一部、渡町の一部（23.25ha）の土地区画整理事業により、1994年（平成6年）にこの地域をもって緑町を設置（土地区画整理事業は1996年（平成8年）に完了）。
2004年（平成16年）11月1日、羽島郡川島町が各務原市に編入されると同時に、川島河田町に改称する。
1997年（平成9年）から川島町中央土地区画整理組合により行われていた川島河田町の一部と川島竹早町の一部（3.43ha）の土地区画整理事業が2009年（平成21年）に完了し、この地域をもって川島河田町一丁目から三丁目が設置される。

## 世帯数と人口
2024年（令和6年）10月1日現在の世帯数と人口は以下の通りである。
| 丁目             | 世帯数  | 人口    |
| ---------------- | ------- | ------- |
| 川島河田町       | 923世帯 | 2,133人 |
| 川島河田町一丁目 | 36世帯  | 103人   |
| 川島河田町二丁目 | 20世帯  | 62人    |
| 川島河田町三丁目 | 16世帯  | 57人    |
| 計               | 995世帯 | 2,355人 |

## 小・中学校の学区
市立小・中学校に通う場合、学区は以下の通りとなる。
| 番・番地等 | 小学校               | 中学校               |
| ---------- | -------------------- | -------------------- |
| 全域       | 各務原市立川島小学校 | 各務原市立川島中学校 |

## 交通
- 岐阜バス笠松川島線
- 各務原市ふれあいバス川島線

※名鉄バス一宮・川島C線、木曽川線が町域を通過するが、バス停は無い（かつては「川島学校前」バス停が存在したが、国土交通省より危険なバス停のAランクに指定され、2022年3月31日に廃止された）。

## 主な施設
- 各務原市川島市民サービスセンター
- 各務原市立川島中学校
- 各務原市立川島小学校
- 川島東こども園
- 各務原市川島ライフデザインセンター
- 川島郵便局
- 各務原市消防本部西部方面消防署川島分署
- 各務原警察署川島駐在所
- 特別養護老人ホームリバーサイド川島園
- 川島河田町公民館
- 三ツ屋会公民館
- 八幡神社 - 旧・村社
- 大日神社
- 正覚院
- 道場